# Австралийско-сенегальские отношения
Австралийско-сенегальские отношения — двусторонние дипломатические отношения между Австралией и Сенегалом.

## Дипломатия
До 2004 года Верховный комиссар Австралии по Нигерии был аккредитован в Сенегале (наряду с Ганой и Гамбией). Боб Уитти занимал эту должность с января 2001 года, а затем Иэн Кэмерон Дики с февраля 2004 года. В 2004 году в Гане была открыта австралийская Высшая комиссия, а Верховный комиссар был аккредитован в Сенегале (наряду с Буркина-Фасо, Гвинеей, Кот-Д’Ивуаром, Либерией, Мали, Сьерра-Леоне и Того).
Первыми послами Сенегала, аккредитованными в Австралии, были Ахмед Тиджан Кейн в 1985 году и Мади Ндао в 1989 году.
В мае 2012 года было объявлено, что Австралия создаст посольство в Дакаре, Сенегал, которое станет первым австралийским посольством во франкоязычной африканской стране. Это обещание помогло Австралии получить место в Совете Безопасности Организации Объединённых Наций в октябре 2012 года. В мае 2013 года обещание было отложено на неопределённый срок из-за сокращения бюджета в департаменте иностранных дел и торговли при Правительстве Гилларда.